# فرودگاه آبی گنگ
فرودگاه آبی گنگ (به انگلیسی: Ganges Water Aerodrome) یک فرودگاه خصوصی با کد یاتا YGG است که یک باند فرود آب دارد. این فرودگاه در کشور کانادا قرار دارد و در ارتفاع ۰ متری از سطح دریا واقع شده‌است.

## شرکت‌های هواپیمایی و مقصدهای پروازی
| شرکت‌های هواپیمایی                    | مقصدهای پروازی             |
| ------------------------------------ | -------------------------- |
| Harbour Air Seaplanes                | آبی بندرگاه ونکوور، ونکوور |
| سی‌ایر سی‌پلینز                        | ونکوور                     |
| Saltspring Air اجرا توسط Harbour Air | ونکوور آبی بندرگاه ونکوور  |